# Gagauzi
Gagauzi su turkijski narod, koji pretežno živi u Moldaviji, odnosno u autonomnoj pokrajini Gagauzija, u kojem čine oko 83 % stanovništva. Gagauzi su većinom pravoslavne vjeroispovijesti (manji dio u Turskoj su muslimani), a govore gagauskim jezikom, koji spada u turkijsku grupu altajske porodice jezika.
Gagauza ukupno ima oko 230.000, od toga u Moldaviji 147.500 (te dodatnih 11.107 u Pridnjestrovlju ), u Ukrajini 31.000 (većinom u oblastima Odesa i Zaporožje), u Turskoj oko 15.000, te u Kazahstanu, Kirgistanu, Uzbekistanu, Bugarskoj, Rumunjskoj, Brazilu, Turkmenistanu, Bjelorusiji, Estoniji, Latviji, Gruziji i ruskoj republici Kabardino-Balkariji.